# Amalie Joachim

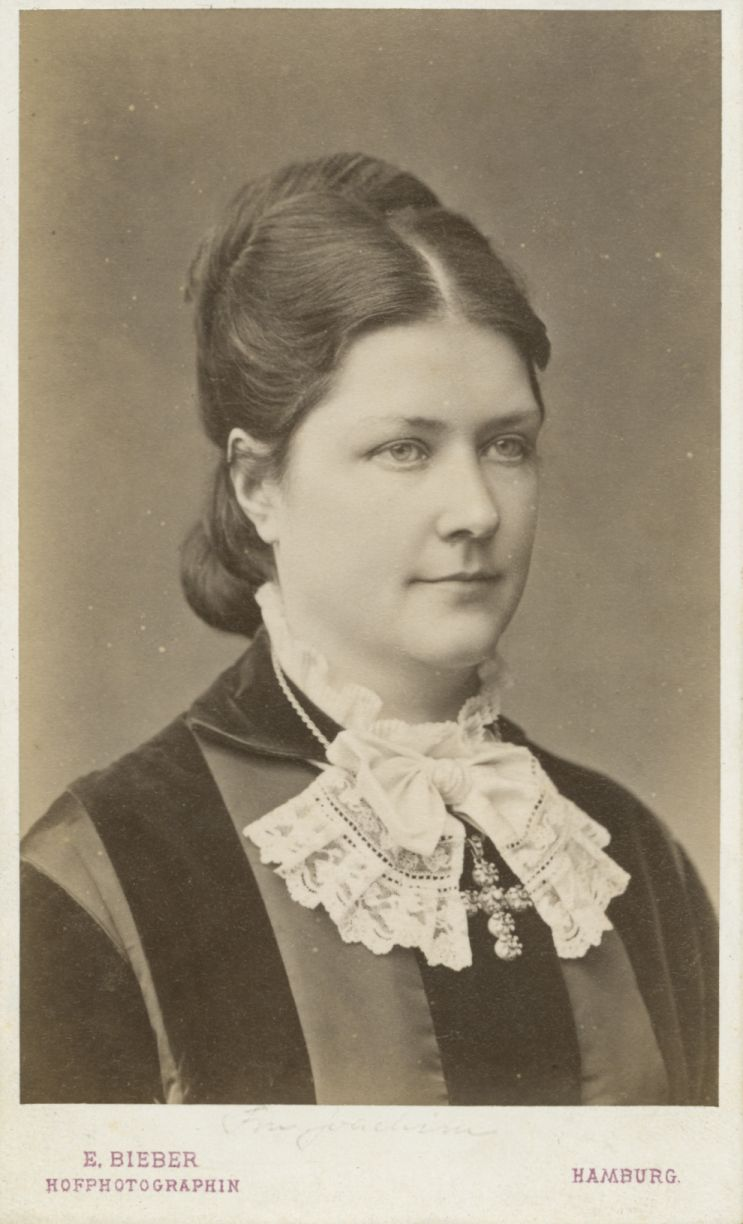
Amalie Joachim

Amalie Maria Joachim, geb. Schneeweiss (* 10. Mai 1839 in Marburg an der Drau, Kaisertum Österreich; † 3. Februar 1899 in Berlin) war eine österreichisch-deutsche Opernsängerin sowie Konzertsängerin (Alt) und Gesangspädagogin.

## Leben
Amalie Schneeweiss war die Tochter des Bezirksgerichtsassessors Franz Max Schneeweiss aus dessen Ehe mit Eleonore Schneeweiss geb. Lindes. Ihr Bruder war der Musiker und Theologe Franz Schneeweiss, der im Winter 1850/1851 in die USA emigrierte. Ihre früh verstorbene Schwester Wilhelmine Schneeweiss wurde ebenfalls Sängerin.
Zu Beginn der 1850er Jahre übersiedelte sie mit ihrer Familie nach Graz. Erste Auftritte bestritt sie bereits im Alter von 14 Jahren und nannte sich fortan „Amalie Weiss“. Von Ende 1854 bis zum Frühjahr 1862 war sie am Kärntnertortheater in Wien engagiert.

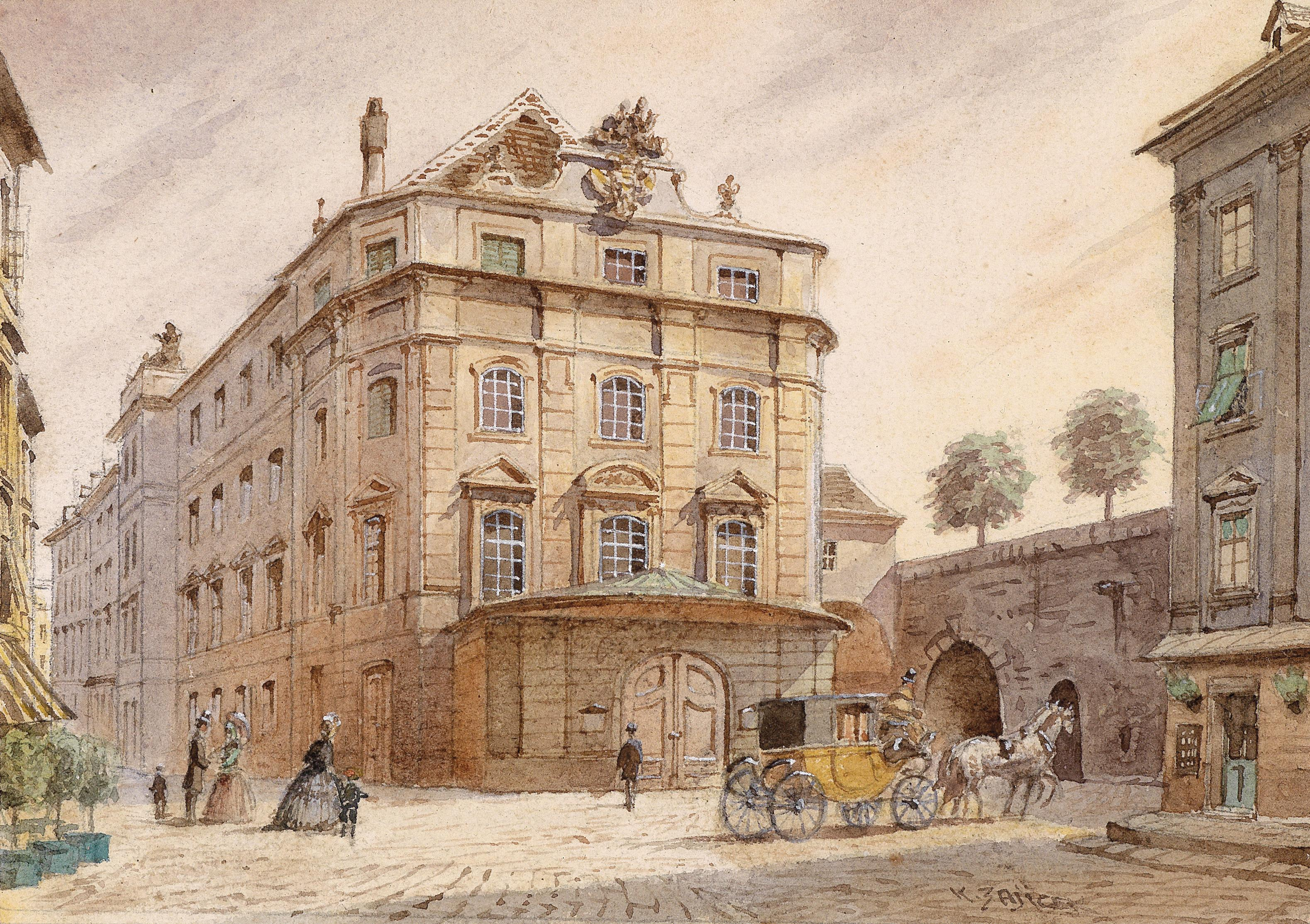
Karl Wenzel Zajicek, Kärntnertortheater Wien

Im April 1862 erhielt sie durch die Vermittlung von Bernhard Scholz ein Engagement am Theater in Hannover, wo sie zuvor  mehrfach gastiert hatte. Dort lernte sie den Violinisten und Konzertmeister Joseph Joachim kennen. Die beiden heirateten am 10. Juni 1863 in der städtischen Kreuzkirche. Mit ihm hatte sie sechs Kinder: Johannes (1864–1949), Hermann (1866–1917), Marie (1868–1918), Josefa (1869–), Paul (1877–1933) und Elisabeth (1881–).
Wenngleich sie mit der Eheschließung ihre Bühnenkarriere als Opernsängerin beenden musste, so konnte sie in den folgenden Jahren als Konzertsängerin auftreten, teilweise gemeinsam mit ihrem Mann sowie mit der befreundeten Clara Schumann. Mit beiden unternahm sie auch längere Tourneen, darunter bis nach London. Bis in die 1880er Jahre trat sie außerdem regelmäßig in der Sing-Akademie zu Berlin auf, deren Ehrenmitglied sie war. Berlin war ab 1868 Lebensmittelpunkt der Joachims. Dort lernte sie auch den Kunstmaler Albert Berg (1825–1884) kennen, mit dem sie eine enge Freundschaft verband.

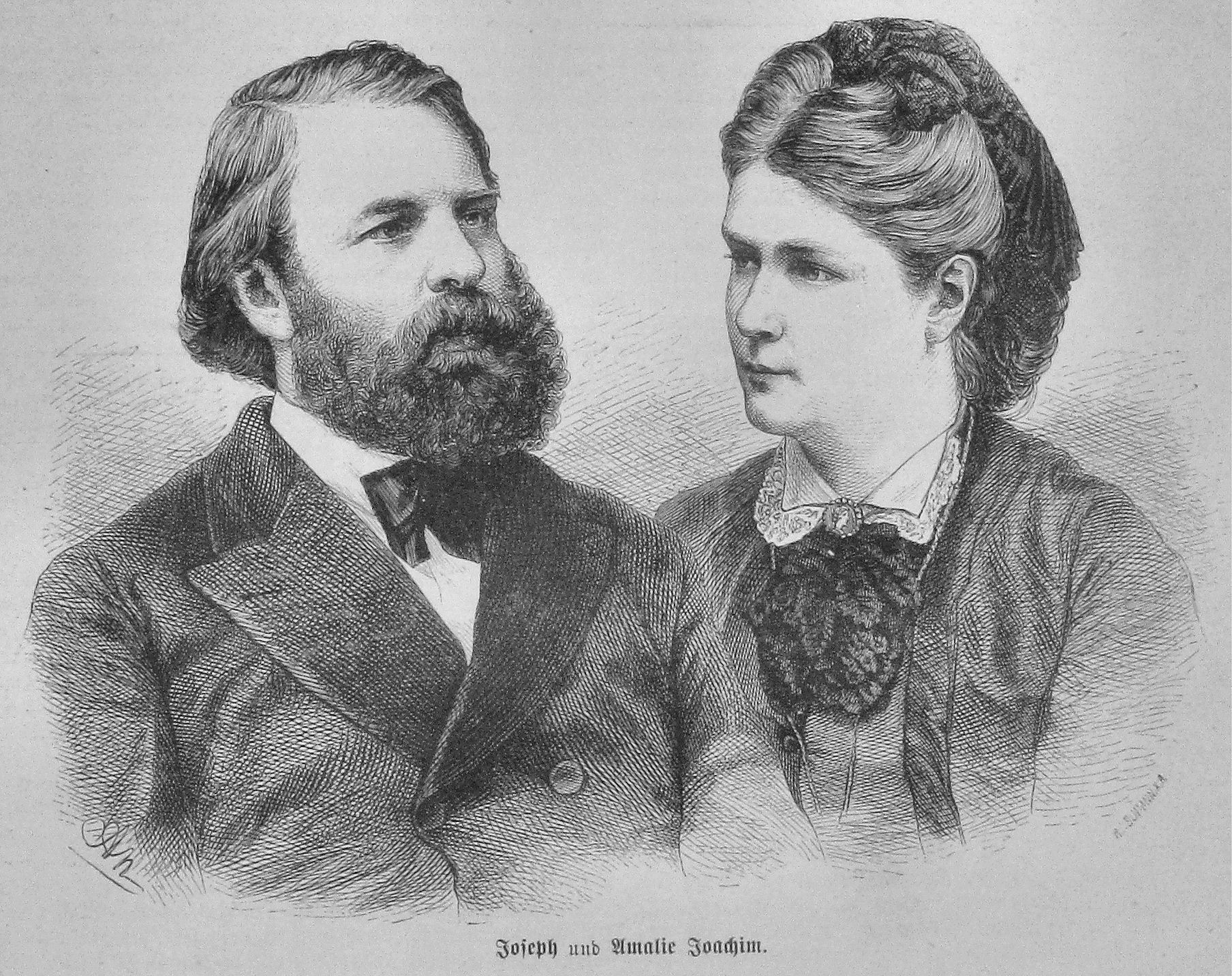
„Joseph und Amalie Joachim“;
Holzstich von Adolf Neumann. In: Die Gartenlaube. 1873

Nach 21 Jahren wurde die Ehe nach zermürbenden, mehrjährigen Streitigkeiten geschieden: Der krankhaft eifersüchtige Ehemann hatte seine Frau des Ehebruchs mit Fritz Simrock beschuldigt. Auch Johannes Brahms ergriff im Ehekonflikt Partei für Amalie Joachim. Da Joseph Joachim, der regelmäßig Quartettabende in der Berliner Singakademie veranstaltete, den Konzertsaal nicht mehr seiner geschiedenen Frau überlassen wollte, musste Amalie Joachim zwischenzeitlich auf das Krollsche Etablissement ausweichen. Außerdem war zunächst ihr öffentliches Ansehen beschädigt; es gelang ihr aber erfolgreich, sich als „eigenständige Konzertgeberin“ wieder zu etablieren.
Nach der Ehescheidung war sie gezwungen, wieder als Konzertsängerin zu arbeiten und ihren Lebensunterhalt selbst zu verdienen. Ihr Schwerpunkt lag dabei auf dem Lied- und Oratoriengesang. In diesem Bereich setzte sie Maßstäbe, u. a. mit „historischen Liederabenden“, die sie zusammen mit dem Organisten und Musikschriftsteller Heinrich Reimann veranstaltete. Ihr Liedrepertoire war stilistisch sehr vielfältig, einen Fokus bildeten jedoch Werke von Schubert, Schumann und Brahms. Sie wurde oft von Hans Schmidt auf dem Klavier begleitet.
Amalie Joachim unternahm mehrere Konzertreisen, so etwa trat sie 1882 zusammen mit Brahms in Holland auf, dessen Liedschaffen sie bekannt machte. 1883 konzertierte sie u. a. in Moskau und Petersburg, Riga, Dorpat und Stettin. 1885 und 1886 unternahm sie Konzertreisen mit Laura Rappoldi aus Dresden. 1892 folgte eine USA-Tournee.
Amalie Joachim beförderte auch den Werdegang anderer Künstler. So vermittelte sie z. B. die Sängerin Monika Hunnius, später auch Gesangslehrerin und Schriftstellerin, an Julius Stockhausen und gab ihr regelmäßig Ratschläge. Auch die später berühmte Altistin und Mezzosopranistin Mme. Charles Cahier soll bei ihr in Berlin Unterricht genommen haben.
Als Gesangspädagogin wirkte sie u. a. in Elberfeld (1890), München (1893) und am Berliner Klindworth-Scharwenka Konservatorium (1895). Um 1897 gründete Amalie Joachim in Berlin eine eigene Gesangsschule, in der sie mit den Atemtherapeutinnen und Logopädinnen Clara Schlaffhorst und Hedwig Andersen zusammenarbeitete.
Amalie Joachim war Mitglied des Berliner Frauenvereins Mildwida, einer wohltätigen Organisation „zur Unterstützung von Musiker-Wittwen [sic] u. Waisen“. Die Gründung des Vereins im Jahr 1886, der u. a. durch Wohltätigkeitskonzerte und Mitgliedsbeiträge Spenden sammelte, ging auf den Musikdirektor Julius Langenbach in Bonn/Bad Ems und den Allgemeinen deutschen Musikerverband zurück. Amalie Joachim war die Schirmherrin des Vereins in Berlin und war im Vorstand aktiv.

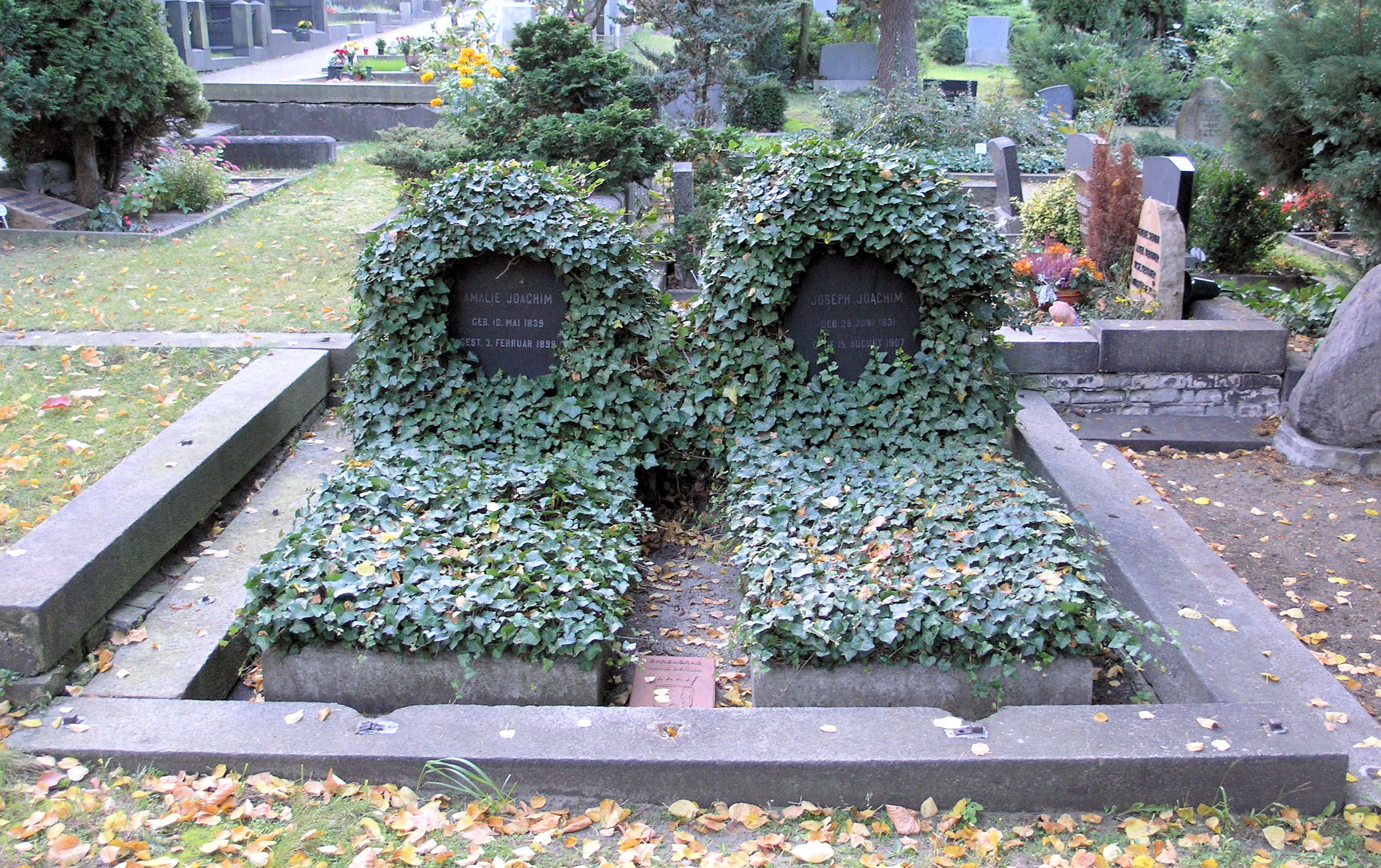
Ehrengrab Fürstenbrunner Weg 69 (West) Joseph und Amalie Joachim, Kaiser-Wilhelm-Gedächtnis-Friedhof Berlin; links das Grab von Amalie Joachim (2010)

1899 starb Amalie Joachim an den Folgen einer Gallenoperation und wurde auf dem Kaiser-Wilhelm-Gedächtnis-Friedhof in Berlin beerdigt. Ihr Grab war bis 2015 als Ehrengrab der Stadt Berlin gewidmet, das Ehrengrab von Joseph Joachim wurde 2015 hingegen um weitere 20 Jahre verlängert.
In Berlin lebte Amalie Joachim zuletzt in der Nürnberger Straße 64, dort befand sich auch ihre Gesangsschule.
Eine ihrer Töchter, Marie Joachim (* 31. Januar 1868 in Hannover; † 1918), wurde Sängerin und arbeitete in späteren Jahren mit dem langjährigen Wegbegleiter ihrer Mutter Raimund von Zur Mühlen zusammen.

## Briefe
- Robert und Clara Schumann im Briefwechsel mit Joseph Joachim und seiner Familie, hrsg. von Klaus Martin Kopitz, Köln: Dohr 2019 (= Schumann-Briefedition, Serie II, Band 2), 1652 Seiten; ISBN 978-3-86846-002-5 (zwei Teilbände)

## Widmungen
Mehrere Komponisten widmeten Amalie Joachim ihre Werke, darunter
- Johannes Brahms: Vier Duette, op. 28 (1863); Zwei Gesänge, für eine Altstimme mit Bratsche und Klavier, op. 91 (1884).
- Heinrich von Sahr: Sechs Lieder für Alt und Klavier, op. 11 (1878).